# Cassephyra infuscata
Cassephyra infuscata är en fjärilsart som beskrevs av Paul Dognin 1917. Cassephyra infuscata ingår i släktet Cassephyra och familjen mätare. Inga underarter finns listade i Catalogue of Life.